# Holandská trouba
Holandská trouba je silnostěnný varný hrnec s těsně přiléhající pokličkou. Většinou je vyrobený z litiny s předzpracovaným (pre-seasoned) povrchem, což znamená, že byl ve výrobě na povrch litiny nanesen povlak rostlinného oleje, který byl následně zapečen pod určitou teplotou. Holandské trouby jsou také vyráběny se smaltovaným povrchem, většinou zbarveným do pestrých barev. Mohou být také vyrobeny z litého hliníku nebo keramiky.

## Historie

### Evropská historie
V průběhu 17. století byla v Evropě preferovaným kovem pro výrobu nádobí mosaz. Mosazné nádobí vyráběli převážně Nizozemci, kteří je dokázali vyrobit s nejnižšími náklady, přesto však bylo stále drahé a málo dostupné. Anglický výrobce mosazného nádobí Abraham Darby navštívil v roce 1704 Holandsko, aby mohl studoval místní metody zpracování mosazi, včetně odlévání mosazných nádob. Darby tehdy zjistil, že holandští mistři používají při výrobě odlitků pískové formy, spíše než formy z tradiční hlíny. Tato inovace umožnila vytvářet jemnější povrch mosazných odlitků.
V roce 1706 Darby zahájil provoz nových mosazných hamrů v Baptist Mills v Bristolu. Tam si uvědomil, že by mohl prodávat více kuchyňského nádobí, kdyby nahradil mosaz levnějším materiálem, konkrétně litinou. Počáteční pokusy s odléváním litiny do pískových forem byly neúspěšné, ale s pomocí jednoho ze svých pracovníků Jamesem Thomasem, se mu podařilo odlévaní litinového nádobí zdokonalit. V roce 1707 získal patent na proces lití železa do písku, který pocházel z holandského procesu. Název „holandská trouba“ tedy přetrvává přibližně od roku 1710.

### Americká historie

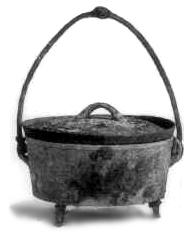
Holandská trouba z roku 1896

Americké holandské trouby se během koloniální éry postupem času měnily. Přizpůsobovaly se podmínkám přípravy jídla na otevřeném ohni. O změny se významně zasloužil americký průmyslník Paul Revere, který navrhl design ploché litinové pokličky s vyvýšeným okrajem pro uchycení žhavých uhlíků na jejím povrchu. Navrhl také malé nožičky, které udržovaly hrnec v ohništi nad žhavými uhlíky. Tento tvar hrnců Dutch oven do přímého ohniště se používá pro kempování.
Američtí kolonisté a osadníci si litinové nádobí cenili kvůli jeho všestrannosti a odolnosti. Kuchaři je používali k vaření, pečení, dušení i smažení. Holandské trouby byly v 18. a 19. století tak cenné, že se často uváděly do závěti jako dědictví. Mary Ball Washingtonová (matka prezidenta George Washingtona) ve své závěti ze dne 20. května 1788 uvedla, že polovina jejího „kovového kuchyňského vybavení“ by měla připadnout jejímu vnukovi Fieldingovi Lewisovi a druhá polovina její vnučce Betty Carterové. Toto vybavení zahrnovalo několik hrnců holandského typu.
Osadníci, směřující na americký západ, si holandské trouby brali s sebou na dlouhé cesty. Používali je například vedoucí Lewisovy a Clarkovy expedice, kteří v letech 1804 až 1806 prozkoumávali americký severozápad. Měli je s sebou také mormonští průkopníci, kteří americký západ osídlili. Socha, která byla vztyčená na počest jejich tažení do údolí Salt Lake v Utahu v 50. letech 19. století, zobrazuje holandskou troubu zavěšenou na přední části mormonského ručního vozíku.
Do konce 19. století používali holandské trouby také „horští muži“ (průzkumníci horských stezek a lovci kožešin, angl. mountain men), kteří zkoumali americké hranice. Holandské trouby byly vybavením takzvaných chuckwagonů (historicky používané vozy pro vaření a uchování potravin na území Spojených států a Kanady), které byly součástí „vozových vlaků“ (angl. wagon trains) při pohánění dobytka na americkém západě.
Holandská trouba je také oficiální státní varná nádoba v Texasu, Utahu a Arkansasu.